# 세키구치 마사카즈
세키구치 마사카즈(일본어: 関口 昌一, 1953년 6월 4일~)는 5선 참의원 의원을 지낸 일본의 정치인이다.
2선 참의원 의원을 지낸 세키구치 게이조의 장남이다.

## 생애
1953년 6월에 사이타마현 지치부군 미나노정에서 태어났다. 니혼 대학 부잔 고등학교와 조사이 치과대학(지금의 메이카이 대학) 치학부를 졸업한 뒤 고향에서 치과의원을 개업했다.
1995년에 사이타마현의회 의원 선거에 자유민주당 공천을 받고 출마해 당선됐다. 재선을 거쳐 3선 현의원이 된 2003년에 다음 년도 참원선에 출마하겠다고 표명했는데 그 직후 사이타마현 선거구의 하마다 다쿠지로가 현지사 선거 출마를 위해 참의원 의원에서 물러났다. 이에 세키구치는 2003년 10월에 진행된 보궐선거에 출마해 민주당의 시마다 지야코와 일본공산당의 아베 사치요를 꺾고 당선에 성공했다.
2006년 제1차 아베 신조 내각이 출범하자 외무대신정무관에 취임했으며 2013년 제2차 아베 신조 내각 때는 총무부대신 겸 내각부 부대신을 역임했다. 2017년에 자민당 참의원 국회대책위원장이 되었으며 2019년에는 참의원 의원회장에 취임했다. 2022년 참원선에서 당선돼 5선 의원이 된 뒤 참의원 의원회장에 재임됐다.
2024년 1월 26일 정치 자금 파티 수입 문제로 참의원 정책심의회장 후쿠오카 다카마로, 참의원 국회대책위원장 이시이 준이치와 함께 헤이세이 연구회를 탈퇴했다.

## 역대 선거 기록
|  | 0% |

|  | 0% |

|  | 0% |

|  | 42.75% |

|  | 24.79% |

|  | 20.6% |

|  | 29.19% |

|  | 24.07% |